# Muriel Smith
Muriel Burrell Smith (New York, 23 febbraio 1923 – Richmond, 13 settembre 1985) è stata un mezzosoprano e attrice statunitense.

## Biografia
Muriel Smith nacque a New York nel 1923 e fece il suo debutto da bambina nel programma radiofonico Major Bowes Amateur Hour nel 1937. Studiò musica con Leonard Bernstein ed Isaac Stern al Curtis Institute of Music, di cui fu la prima studentessa afroamericana. Si laureò dal conservatorio nel 1946, dopo essersi mantenuta durante gli studi lavorando in fabbrica.
Nel 1943 fece il suo debutto a Broadway nel ruolo dell'eponima protagonista del musical Carmen Jones. Il musical fu un grande successo e rimase in scena a Broadway per quattordici mesi, prima di intraprendere un tour degli Stati Uniti in cui la Smith continuò a recitare fino al 1947. Nel 1947 tornò a Broadway con l'opera di Marc Blitzstein The Cradle Will Rock, mentre nel 1949 si trasferì a Londra. Qui fece il suo debutto londinese nello stesso anno con la rivista Sauce Theatre, a cui seguì Sauce Piquante nel 1950. Successivamente si affermò sulle scene del West End con due ruoli di Rodgers & Hammerstein, interpretando Bloody Mary nella prima britannica di South Pacific (1951) e Lady Thiang in The King and I (1953), entrambi messi in scena al Theatre Royal Drury Lane.
Dopo un recital a Wigmore Hall nel 1955, nello stesso anno fece il suo debutto alla New York City Opera in un revival di Carmen Jones, mentre l'anno successivo fece il suo esordio alla Royal Opera House interpretando Carmen nell'opera di Bizet. Sempre nel 1956 fece il suo ritorno sulle scene newyorchesi per interpretare nuovamente Lady Thiang in The King and I. Nello stesso anno doppiò le parti cantate di April Olrich nel film La battaglia di Rio della Plata, mentre nel 1958 doppiò Juanita Hall nel canto nell'adattamento cinematografico di South Pacific. Non era la prima volta che la Smith prestava la voce a un'attrice più nota ma vocalmente meno dotata, dato che nel 1952 aveva già cantato al posto di Zsa Zsa Gabor in Moulin Rouge. Nel 1959 le fu offerto il ruolo di Bess nell'adattamento cinematografico di Porgy and Bess, ma rifiutò il ruolo in quanto non considerava l'opera una rappresentazione accurata della comunità afroamericana. 
Nel 1974 si trasferì a Richmond, dove insegnò canto per qualche anno alla Virginia Union University e morì di cancro nel 1985 all'età di sessantadue anni.

## Filmografia parziale

### Doppiaggio
- Moulin Rouge, regia diJohn Huston (1952)
- La battaglia di Rio della Plata (The Battle of the River Plate), regia di Michael Powell ed Emeric Pressburger (1956)
- South Pacific, regia di Joshua Logan (1958)